# Koffi Olympio
Koffi Olympio né le 18 avril 1975 est un ancien footballeur professionnel togolais qui évoluait au poste de défenseur.
Il a disputé huit matches en faveur de l'équipe nationale du Togo de 2000 à 2002,,.  Il a également été retenu dans l'équipe du Togo pour le tournoi de la Coupe d'Afrique des Nations 2002 .